# Canaro
Canaro là một đô thị ở tỉnh Rovigo ở vùng Veneto của Ý, có khoảng cách khoảng 80 km về phía tây nam của Venezia và khoảng 15 km về phía tây nam của Rovigo. Tại thời điểm ngày 31 tháng 12 năm 2004, đô thị này có dân số 2.885 người và diện tích là 32,7 km².
Đô thị Canaro có các frazioni (các đơn vị cấp dưới, chủ yếu là các làng) Baruchella, Boccalara, C. Benvenuto Tisi, C.Mella, C.Ruggieri, Ca' Matta, Croce del Sud, Crociara, Garofolo, Giaretta, La Frattina, Mezzavia, Paviole, Tenasi, Valiera, Vallone, và Viezze.
Canaro giáp các đô thị: Ferrara, Fiesso Umbertiano, Frassinelle Polesine, Occhiobello, Polesella, Ro.